# Jeff Golub
Jeff Golub (* 15. April 1955 in Copley, Ohio; † 1. Januar 2015 in New York City, New York) war ein US-amerikanischer Gitarrist des Smooth Jazz, der auch im Blues und Rock in Erscheinung trat. Von 1988 bis 1995 war er über einen Zeitraum von rund acht Jahren in der Band von Rod Stewart aktiv, wobei er an vier Alben beteiligt war und an fünf Welttourneen teilnahm. Des Weiteren veröffentlichte er in den Jahren 1988 bis 2013 zwölf Soloalben sowie drei Alben mit dem Instrumentalensemble Avenue Blue.

## Leben und Karriere

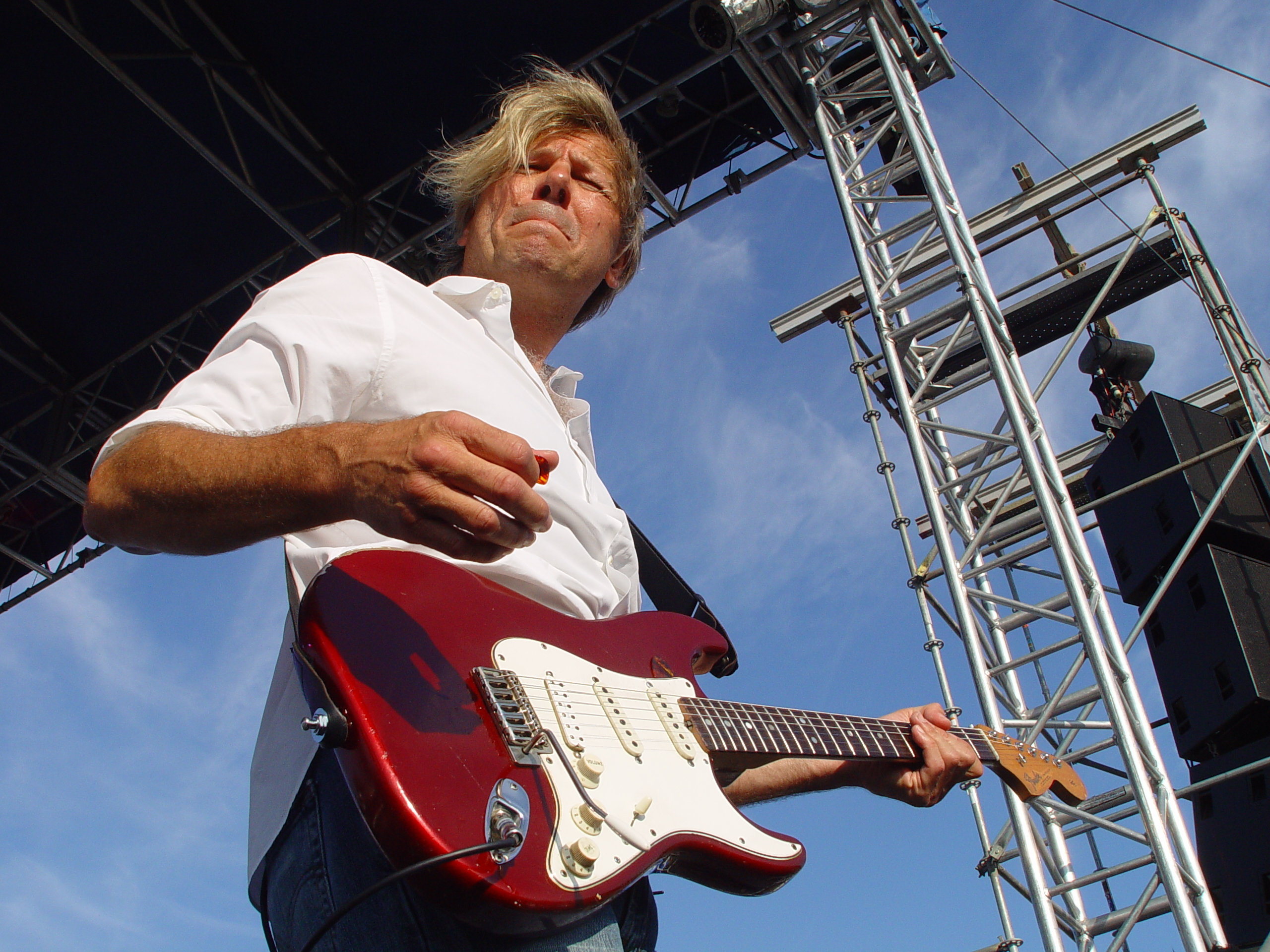
Jeff Golub bei einem Live-Auftritt (2007)

Der im Jahre 1955 in Copley, einem westlichen Vorort Akrons im US-Bundesstaat Ohio, geborene Jeff Golub begann schon in jungen Jahren seine Karriere als Gitarrist und hatte mit zwölf Jahren im Jahre 1967 seinen ersten Auftritt, ehe er im darauffolgenden Jahrzehnt sein Spielen professionalisierte. So besuchte er unter anderem das Berklee College of Music in Boston und spielte während dieser Zeit auch in James Montgomerys Band. Nach seiner Übersiedelung nach New York City 1980 schloss sich Golub der Band des Rockmusikers Billy Squier an, der es ab dieser Zeit zu ersten großen Erfolgen und Chartplatzierungen brachte. An der Seite Squiers war er an sieben Alben beteiligt und nahm an drei Welttourneen teil. Über das Label GAIA Records veröffentlichte der mittlerweile 33-jährige Gitarrist schließlich im Jahr 1988 sein Debütalbum mit dem Titel Unspoken Words. Im selben Jahr schloss er sich der Band eines der erfolgreichsten Künstlers dieser Zeit an, der Band Rod Stewarts, mit der er in weiterer Folge bis zu seinem Abgang im Jahre 1995 an vier Alben (Vagabond Heart, Unplugged... and Seated, Lead Vocalist und A Spanner in the Works) und fünf Welttourneen beteiligt war. Bereits ein Jahr vor seinem Abgang veröffentlichte er mit Avenue Blue das gleichnamige Album Avenue Blue über Mesa/Bluemoon Recordings und Atlantic Records. Zwei Jahre später folgte mit Naked City das zweite Album des Instrumentalensembles, gefolgt von Nightlife im Jahr 1997. Im gleichen Jahr veröffentlichte er mit seiner Band auch sein Weihnachtsalbum Six String Santa, das er zehn Jahre später komplett neu aufgenommen herausbrachte.
1999 kam nach drei Avenue Blue-Alben das Solo-Album Out of the Blue heraus, das bereits fünfte Album Golubs in Folge über das Label Mesa/Bluemoon Recordings, in das er funky angehauchte Latino-Rhythmen, gefühlvolle Melodien und dramatische Arrangements einfließen ließ. Ein Jahr später kam es zur ersten Zusammenarbeit mit dem Plattenlabel GRP Records, bei dem er das Album Dangerous Curves veröffentlichte. Das Album wurde binnen einer Woche Anfang des Jahres 2000 in den Cherokee Studios sowie bei LAFX in North Hollywood aufgenommen und ist stark vom Soul beeinflusst. Im 2002 veröffentlichten Studioalbum Do It Again, auf dem er vor allem Lieder aus den 1960er und 1970er Jahren, die ihn mitunter stark geprägt haben, coverte, wird die Mischung zwischen klassischem Jazz und R&B deutlich gemacht. Mit dem 2003 herausgebrachten Album Soul Sessions verkörperte Golubs Verschmelzung von Jazz, R&B und Pop einen noch härteren, raueren und erdigeren Smooth Jazz, als in all seinen bisherigen Alben. Über Narada Productions wurde im Jahre 2005 Temptation veröffentlicht; das Album ist ebenfalls von Golubs größten Einflüssen Wes Montgomery und dem Modernen Jazz geprägt. 2007 publizierte er über Narada sein siebentes Soloalbum Grand Central; abermals zwei Jahre später folgte mit dem Album Blues for You eine neue Mischung aus Blues und Jazz.
Im Jahr 2010 gehörte er Dave Koz & The Kozmos, die als Hausband mit Emeril Lagasse in der The Emeril Lagasse Show auftrat, an. Im Juni 2011, als sein neuntes Album The Three Kings vom Independent-Label E1 Music veröffentlicht wurde, wurde bekanntgegeben, dass Jeff Golub aufgrund eines Kollapses seines Sehnerves erblindet war. Auf dem Album trat neben ihm vor allem der von Geburt an erblindete Henry Butler in Erscheinung. Am 3. September 2012 fiel Golub, der zu diesem Zeitpunkt mit seinem Blindenhund, dem Labrador Luke, unterwegs war, in der U-Bahn-Station 66th Street – Lincoln Center auf die Gleise und wurde leicht verletzt ins Weill Cornell Medical Center des NewYork-Presbyterian Hospitals gebracht. Im 2013 veröffentlichten Album Train Keeps A Rolling verarbeitete er unter anderem diesen Vorfall, bei dem er nur kurz vor dem Einfahren der U-Bahn von Passanten gerettet werden konnte. Auf dem Cover des Albums, das er vor allem mit dem britischen Organisten Brian Auger herausbrachte, ist Golub mit seiner Gitarre und seinem Blindenhund Luke zwischen Bahngleisen zu sehen.
In den Jahren nach seiner Erblindung kam es bei Golub aufgrund der hohen Kosten der Therapien, Medikamente usw. zu finanziellen Engpässen, weshalb unter anderem eine Onlineauktion zu Gunsten Golubs gestartet wurde, die über 50.000 US-Dollar einbrachte. Nachdem die Krankheit bereits weit fortgeschritten war, trat er 2014 als Künstler nicht mehr in Erscheinung. Einer seiner letzten Auftritte war jener beim Smooth Jazz Festival in Augsburg Mitte September 2013.
Jeff Golub starb am Neujahrstag 2015 in seinem Zuhause im New Yorker Stadtteil Manhattan an den Folgen einer Erkrankung an progressiver supranukleärer Blickparese, einer im November 2014 bei ihm diagnostizierten seltenen neurodegenerativen Krankheit, im Alter von 59 Jahren. Er hinterließ seine Ehefrau Audrey Stafford sowie die gemeinsamen Söhne Christopher und Matthew.

## Soloalben und Alben mitAvenue Blue
- 1988: Unspoken Words
- 1994: Avenue Blue
- 1996: Naked City
- 1997: Nightlife
- 1997: Six String Santa
- 1999: Out of the Blue
- 2000: Dangerous Curves
- 2002: Do It Again
- 2003: Soul Sessions
- 2005: Temptation
- 2007: Six String Santa
- 2007: Grand Central
- 2009: Blues for You
- 2011: The Three Kings
- 2013: Train Keeps A Rolling
- 2015: The Vault